# Sinterización

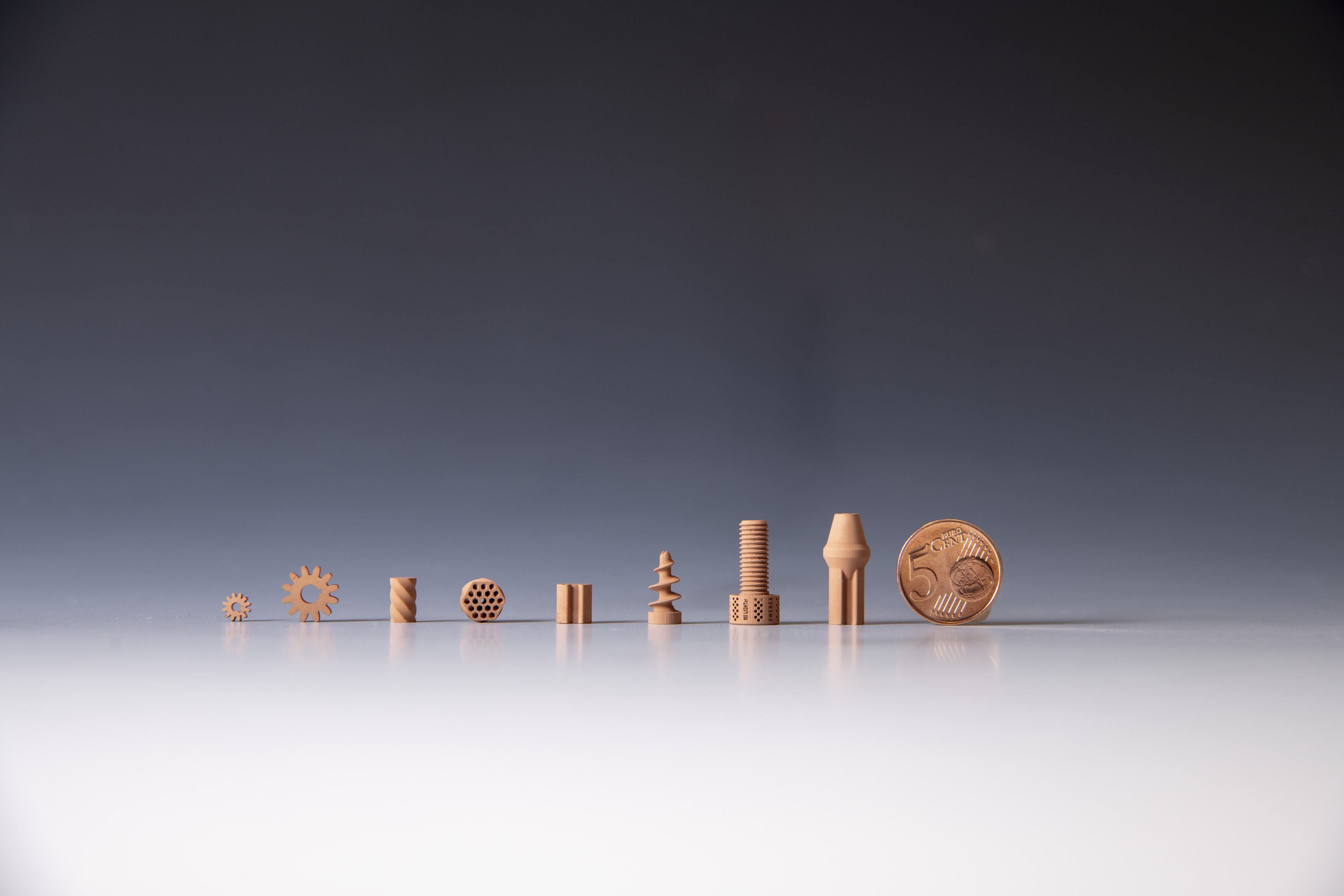
Pequeñas piezas cerámicas fabricadas por impresión 3D y luego sinterizadas a altas temperaturas. Atribución: ESA–G. Porter, CC BY-SA IGO 3.0.

La sinterización es un tratamiento térmico utilizado para el desarrollo de uniones entre partículas, con el objetivo de formar un objeto sólido, continuo y de densidad controlada. Se aplica en la fabricación de la mayoría de los componentes cerámicos, en pulvimetalurgia y, en menor medida, en la producción de piezas poliméricas. En la manufactura a partir de polvos (cerámicos o metálicos principalmente), la sinterización se ubica después del proceso de conformado, el cual determina la geometría de la pieza.
En un proceso típico, la sinterización consiste en calentar la pieza recién conformada, denominada cuerpo verde, a una temperatura entre un 50 y 80 % de la temperatura de fusión del material, manteniendo por un tiempo predefinido, para luego enfriarlo, comúnmente dentro del mismo horno. La resistencia mecánica del cuerpo verde es baja dado el bajo nivel de interconexión entre partículas y la elevada porosidad. Luego de la sinterización, el material experimenta contracción debido a la reducción en la porosidad, lo cual incrementa notoriamente su resistencia mecánica.

## Sinterización en la manufactura de productos

Esquema de un proceso general de manufactura, a partir de polvos, en donde se aplica la sinterización.

La sinterización es una de las últimas etapas en la fabricación de productos a partir de polvos (cerámicos o metálicos principalmente). Se ubica después de la ruta de conformado, cuya selección depende de la complejidad y dimensiones de la pieza. En tanto, la ruta de conformado establece las condiciones de procesamiento del polvo.
En un proceso convencional de conformado, el material en polvo se mezcla con aditivos orgánicos (solvente, dispersante, aglutinante, plastificante, etc.) con el objetivo de lograr un estado de consistencia óptimo para el formado de una pieza. La cantidad y proporción de aditivos depende de la ruta de conformado. Por ejemplo, en el caso de la compactación uniaxial, el polvo se mezcla con una pequeña cantidad de agente aglutinante, diluido en un solvente, con el fin de mejorar el manejo de la pieza recién compactada. El solvente se suele remover mediante secado por pulverización, luego del cual se procede a la compactación de la pieza. En otros caso, como el colado de cinta o moldeo por inyección (cerámico o metálico), es necesario agregar una serie de aditivos para lograr una adecuada viscosidad en la suspensión o pasta que contiene las partículas, que facilite el conformado de un pieza en verde, y que sea capaz de mantener la forma previo a su manejo posterior. En general, luego del conformado, se requiere una etapa de secado (remoción de solvente) y una etapa de remoción de aditivos, previo a la sinterización.

## Termodinámica
La sinterización es un proceso irreversible cuya fuerza impulsora es la reducción de energía superficial total. En materiales policristalinos, esta energía se asocia al área superficial de las partículas y al área asociada a los límites de grano. En este sentido, durante la sinterización compiten los procesos de densificación (reducción área superficial de partículas) y coalescencia (crecimiento de grano). La energía superficial total de un compacto de polvo viene dada por {\displaystyle \gamma A}, donde {\displaystyle \gamma } es la energía superficial específica y {\displaystyle A} el área total de interfase. La reducción de la energía total puede ser expresada como:
{\displaystyle \Delta (\gamma A)=\Delta \gamma A+\gamma \Delta A}
El cambio de energía de interfase ({\displaystyle \Delta \gamma }) esta asociada a la densificación, mientras que el cambio de área superficial ({\displaystyle \Delta A}) se debe a la coalescencia de granos. En la sinterización de estado sólido, el cambio de energía de interfase, {\displaystyle \Delta \gamma } , se relaciona con el reemplazo de la interfase sólido/vapor por una interfase sólido/sólido.

## Etapas de la sinterización

Etapas idealizadas de la sinterización.

La sinterización es un proceso complejo en donde la microestructura de un compacto de partículas evoluciona continuamente a medida que avanza el tiempo y la temperatura. Sin embargo, para un adecuado entendimiento del proceso, es conveniente dividirlo en tres etapas secuenciales e idealizadas en términos de microestructura. Las etapas son las siguientes:
1. Etapa inicial (I): Comienza apenas los átomos alcanzan un grado aceptable de movilidad, que da lugar a la interconexión inicial entre partículas, dando lugar a la formación de “cuellos” entre ellas. La densificación es pequeña, típicamente en torno al 5 % de contracción lineal.
2. Etapa intermedia (II): Prevalece cuando los poros han alcanzado su forma de equilibrio, determinada por las tensiones superficiales. Se produce la disminución pronunciada del tamaño de poro, hasta que eventualmente pierden su interconexión, apareciendo poros asilados. En otras palabras, comienza el engrosamiento en la unión entre partículas. En esta etapa ocurre la mayor parte de la densificación del material, alcanzando hasta el 90 % de la densidad teórica.
3. Etapa final (III): En esta etapa, la reducción de la porosidad se hace cada vez más lenta y comienzan a prevalecer el mecanismo de crecimiento de grano. La mayoría de los poros aparecen aislados, quedando solo algunos con algún grado de interconexión.

## Transporte de masa en la sinterización de estado sólido

Mecanismos transporte de materia.

Los mecanismos de transporte determinan como el flujo de masa responde a la fuerza impulsora de sinterización. Los mecanismos de transporte se clasifican en dos tipos: (i) mecanismos superficiales y (ii) mecanismos de volumen.
Los mecanismos superficiales están asociados a difusión superficial, destacando los procesos de evaporación-condensación, difusión superficial y difusión volumétrica (desde la superficie). Estos mecanismos no producen densificación, siendo predominantes en las primeras etapas de sinterización, asociadas a la interconexión inicial entre partículas (formación de cuello).
Los mecanismos de volumen están relacionados con la difusión en el límite de grano, la difusión en el volumen y el ascenso de dislocaciones.  La difusión a lo largo del límite de grano es el mecanismo de densificación más relevante, dada la baja energía de activación para la difusión atómica, comparado con la difusión en el volumen y el ascenso de dislocaciones. El flujo de materia trasversal al límite de grano promueve el crecimiento de grano, y actúa en detrimento de la densificación. 
Solo los mecanismos de volumen producen densificación debido a que remueven materia desde el interior de la partícula para rellenar el poro. El efecto resultante es un acercamiento entre las partículas, que se manifiesta en la contracción de la pieza a nivel macroscópico. Los mecanismos superficiales no producen densificación, puesto que la masa solo se reubica en la superficie de la interconexión inicial entre partículas, sin modificar la distancia entre ellas.

## Crecimiento de grano

Crecimiento de grano: (A) Conceptualización clásica de un límite de grano. El crecimiento de grano ocurre por el flujo de átomos que van desde el lado convexo del límite al lado cóncavo. (B) Migración de los límites de grano hacia el centro de curvatura.

El crecimiento del grano es un proceso térmicamente activado y favorecido por factores termodinámicos. La fuerza impulsora a nivel macroscópico es la reducción de energía libre asociada a la presencia de una interfase sólido/sólido. Aunque esta interfase es más favorable que las interfases de vapor-sólido, su presencia aumenta la energía libre en relación con un monocristal.
A menor escala, los límites del grano tienen curvatura, lo que implica que los átomos del lado convexo del límite posean un mayor potencial químico que los átomos del lado cóncavo. El potencial dado por la curvatura se debe al incremento de la energía libre respecto a una superficie plana.
El resultado de este flujo neto es que el límite se mueve hacia su centro de curvatura. El flujo atómico determina la migración del límite de grano, que va en dirección opuesta al flujo atómico. 
El crecimiento del grano predomina en las etapas intermedias y finales de la sinterización, compitiendo con los procesos de densificación.  En la etapa final, el crecimiento del grano interfiere con la densificación del material. Esto se debe a que los límites de grano son rutas preferenciales para la difusión atómica que producen densificación. En este sentido, el crecimiento del grano no solo disminuye la cantidad de límites por unidad de volumen, sino que también puede conducir al aislamiento de los poros dentro de los granos. Si un grano crece alrededor de un poro, dejándolo aislado y desconectado de otros granos, entonces la eliminación de ese poro es prácticamente imposible.

## Sinterización asistida con fase líquida
Corresponde al proceso en donde la sinterización es asistida por una fracción de fase líquida, que facilita la sinterización de materiales que presentan alta resistencia a la densificación mediante los mecanismos de estado sólido. La fase líquida proporciona una ruta de alta difusividad para el transporte de materia hacia los poros, produciendo la densificación de la pieza. Ejemplos de aplicación los constituyen los sistemas WC-Co (carburo de tungsteno-cobalto), TiC-Ni (carburo de titanio-níquel), Fe-Cu (hierro-cobre), etc.

## Sinterización asistida por presión

### Compactación en caliente
El prensado en caliente consiste en la aplicación simultánea calor y presión para la sinterización del material. Por la naturaleza uniaxial del proceso, la forma de la pieza está restringida a geometrías con alto grado de simetría. 
Los equipos de prensado en caliente constan de un punzón que comunica la fuerza de compresión al materia, que está confinado dentro de una matriz de grafito, que a su vez está dentro de una cámara de alta temperatura, aislada del ambiente exterior. La matriz y el punzón generalmente son de grafito, por sus propiedades térmicas y mecánicas, además de ser maquinables. Su uso requiere condiciones no oxidantes, por lo cual los equipos vienen con sistemas de vacío y control de atmósfera. Debido a esto, algunos óxidos cerámicos se reducen y deben ser recocidos para volver a su estequiometria inicial. También existen alternativas de matrices, que pueden ser de óxido de aluminio o carburo de silicio y que pueden ser usados en la compactación de óxidos cerámicos y utilizando atmósfera de aire. En cuanto a las condiciones de operación, se pueden alcanzar temperaturas de hasta 2400 °C con presiones que oscilan entre 10 y 50 MPa.

### Compactación isostática en caliente
La compactación isostática en caliente consiste en la aplicación simultánea de calor y presión hidrostática para compactar y densificar un compacto de polvo. La elevada presión hidrostática se transmite a la pieza a través de un gas inerte a elevadas temperaturas. El polvo se densifica en un recipiente que actúa como una barrera deformable entre el gas presurizado y la pieza. De forma alternativa, la pieza puede ser compactada previamente, con lo cual se puede prescindir del uso de un contenedor deformable.  Esta técnica se aplica para lograr la densificación completa en pulvimetalurgía y en materiales cerámicos, así como también como post operación para remover la porosidad en piezas fundidas. El método es particularmente importante para materiales difíciles de densificar, como aleaciones refractarias, superaleaciones, cerámicos de ingeniería y bio-cerámicos. Se pueden alcanzar presiones de hasta 200 MPa y temperaturas de 2000 °C.

## Factores que influyen en la sinterización

Interrelación entre el proceso de sinterización, estructura, propiedades y desempeño en materiales de ingeniería.

Los principales factores de sinterización se pueden clasificar en dos categorías: factores del material y factores del proceso. Los factores relacionados con el material incluyen principalmente:
- Composición química
- Distribución del tamaño de polvo
- Morfología del polvo
- Grado de aglomeración
- Densificación inicial
- Presencia de fase líquida (si se requiere)

Los factores de proceso incluyen principalmente:
- Temperatura
- Tiempo
- Atmósfera
- Velocidad de calentamiento y enfriamiento
- Presión externa (si se requiere)

Estos factores de material y de proceso determinan las variables de respuesta usuales del proceso de sinterización:
- Densidad final (que se expresa como porcentaje de la densidad teórica)
- Grado de contracción (relacionado con la densidad final)
- Distribución de tamaño de grano
- Presencia de defectos
  - Porosidad aislada
  - Crecimiento anormal del grano
  - Formación de fases secundarias indeseadas
  - Grietas

La respuesta en términos microestructurales de los productos sinterizados determina una serie de propiedades del producto, destacando sus propiedades mecánicas, eléctricas, magnéticas entre otras. Existen algunas consideraciones generales que conviene resaltar en la manufactura de productos que involucren la etapa de sinterización:
- El tipo de material y su composición química determinan la temperatura de sinterización. Por ejemplo, en cerámicos con fuertes enlaces covalentes como el carburo de boro (B4C) o el carburo de tungsteno (WC), se requieren temperaturas extremadamente altas para alcanzar un adecuado grado de densificación. Los mecanismos de densificación en estos casos se pueden favorecer aplicando presión externa o con la ayuda de una fase líquida.
- Junto al tipo de material, el tamaño de partícula también impacta directamente en la temperatura de sinterización. Un menor tamaño de partícula favorece las condiciones termodinámicas de la sinterización. Como regla general, conforme disminuye el tamaño de partícula, se requiere una menor temperatura de sinterización. Este efecto se ve potenciado con el uso de nanopartículas.
- Una elevada velocidad de calentamiento promueve la formación de materiales densificados y con una estructura de grano refinada, ya que el material pasa un menor tiempo en la zona inicial de sinterización, lo cual reduce el riesgo de aglomeración. La metodología de calentamiento rápido se utiliza de preferencia a escala de laboratorio o en piezas pequeñas, debido al riesgo de fracturas por el choque térmico.
- Tiempos demasiados prolongados a la temperatura de sinterización pueden inducir a un crecimiento excesivo del tamaño de grano. Cuando el material alcanza un elevado grado de densificación, el sistema tiende a reducir su energía libre mediante crecimiento de grano. Este efecto puede ser desfavorable si lo que se busca es una estructura de grano refinada.
- El tipo de material determina la atmósfera de sinterización, particularmente en el caso de aleaciones metálicas. El riesgo de oxidación en los metales se suele mitigar utilizando atmósferas inertes (Ar o N), atmósferas reductoras (H2/H2O) o vacío.
- La velocidad de enfriamiento impacta particularmente en los materiales cerámicos. Una elevada tasa de enfriamiento puede provocar fracturas en la pieza densificada, por lo que comúnmente se suelen enfriar lentamente dentro del mismo horno.

## Aplicaciones

### Industria automotriz
La industria automotriz es uno de los mayores consumidores de piezas provenientes de pulvimetalurgía. Por consiguiente, una gran variedad de piezas (aleaciones metálicas en su mayoría) han experimentado la etapa de sinterización como parte de su manufactura. La sinterización de piezas automotrices incluyen algunos componentes de dirección, transmisión, bielas, válvulas de sincronización variable, componentes del motor, etc. Destacan las siguientes piezas:
- Poleas.
- Conjuntos de engranajes diferenciales.
- Engranajes helicoidales.
- Engranajes cónicos.
- Engranajes planetarios.
- Poleas de salida.
- Bridas del sistema de combustible.
- Bridas de escape.
- Entre otros.

### Procesamiento de materiales cerámicos
La sinterización es una etapa determinante en la fabricación de la gran mayoría de materiales cerámicos. Al contrario que los materiales metálicos, los cerámicos no suelen fundirse y tampoco suelen ser conformados mediante deformación volumétrica, debido a sus altas temperaturas de fusión y su inherente fragilidad. Estas características restringen considerablemente las rutas de procesamiento. Por ello, las rutas usuales consisten en formular una adecuada suspensión o pasta cerámica, un procesos de conformado, para finalmente aplicar la sinterización. Algunas aplicaciones destacadas son:
- Elementos de protección balística basados en cerámica.
- Sustratos cerámicos para industria electrónica (LTCC, Low temperature co-fired ceramics).
- Prótesis basadas en biocerámicos.
- Componentes aeroespaciales resistentes a altas temperaturas.
- Celdas de combustible de óxido sólido (Estructura cerámica multicapa).
- Tubos de Al2O3 para protección de termocuplas y aislación.
- Fabricación de convertidores catalíticos.

### Otras aplicaciones
- Fabricación de objetos con materiales refractarios.
- Fabricación de objetos de alta precisión.
- Fabricación de carburos metálicos.
- Fabricación de piezas metálicas porosas para utilizar como filtros.
- Fabricación de pastillas de uranio natural o levemente enriquecido utilizadas en combustible nuclear.